# Carlos Bechegas
Carlos Bechegas (* 1957 in Lissabon) ist ein portugiesischer Jazzflötist und Komponist.

## Leben und Wirken
Bechegas besuchte die Kunstschule und unterrichtet seit 1975 hauptberuflich als Kunsterzieher im öffentlichen Schulsystem. Daneben ist er als Saxophonist seit 1977 in der Jazzszene aktiv, hatte ein eigenes Quartett, war Mitglied in einem Swingorchester und spielte in verschiedenen Jazz- und Jazz-Rock-Bands. In den 1980er Jahren gehörte er Carlos Zingaros Trio Plexus an und wirkte bei mehreren Folkprojekten mit. Er studierte Musik am Lissabonner Musikkonservatorium und nahm an verschiedenen Workshops u. a. mit Steve Potts, Kent Carter, Steve Lacy, Evan Parker, Derek Bailey, Richard Teitelbaum und Peter Kowald teil. Nach Abschluss seines Flöte- und Komposition-Studiums 1987 wechselte er zur Flöte als Hauptinstrument und begann als seinem elektro-akustischen Soloprojekt zu arbeiten, bei dem er sich selbst mit einem Midi-Converter begleitet. Daneben spielte er im Global Jungle Orquestra mit Hamid Drake, John Stubblefield, Graham Haynes und Carlos Zingaro. Er trat in verschiedenen Duo- und Trio-Projekten auf, so mit Peter Kowald, Michel Edelin, Derek Bailey, Reuben Radding, William Parker, Fred Van Hove/Baby Sommer, Phil Minton/Han Bennink und Ernesto Rodrigues.
1997 legte er sein Debütalbum Projects: Flute Solos / Movement Sounds bei Leo Records vor. Anfang der 2000er Jahre gründet er das Label forward.rec, auf dem u. a. seine Duo-Projekte mit Michel Edelin, Alexander von Schlippenbach, Barry Guy, Reuben Radding, Joëlle Léandre, und seine Trioaufnahmen mit André Goudbeek/Peter Jacquemyn sowie mit Carlos Santos/Etienne Rolin erschienen sind.

## Diskographische Hinweise
- 1998: Flute Landscapes (AudEo)
- 1999: Carlos Bechegas, Derek Bailey – Right Off (Numerica)
- 2001: Carlos Bechegas & Peter Kowald – Open Secrets - A Suite In 13 Parts (Forward)
- 2002: Carlos Bechegas/André Goudbeek/Peter Jacquemyn – Open Density (Forward)
- 2003: Carlos Bechegas/Alexander von Schlippenbach – Open Speech (Forward)
- 2003:  Carlos Bechegas/Michel Edelin – Open Frontiers (Forward)
- 2005:  Carlos Bechegas/Barry Guy – Open Textures (Forward)
- 2005:  Carlos Bechegas/Reuben Radding – Open Between (Forward)